# Euphorbia elastica
Euphorbia elastica är en törelväxtart som beskrevs av Henri Lucien Jumelle. Euphorbia elastica ingår i släktet törlar, och familjen törelväxter. IUCN kategoriserar arten globalt som akut hotad.
Artens utbredningsområde är Madagaskar. Inga underarter finns listade i Catalogue of Life.